# Марчана Марина
Марчана Марина (итал. Marciana Marina) је насеље у Италији у округу Ливорно, региону Тоскана.
Према процени из 2011. у насељу је живело 1792 становника. Насеље се налази на надморској висини од 22 м.

## Становништво
Према резултатима пописа становништва 2011. у општини је живело 1.946 становника.
| 1936. | 1951. | 1961. | 1971. | 1981. | 1991. | 2001. | 2011. |
| ----- | ----- | ----- | ----- | ----- | ----- | ----- | ----- |
| 1.698 | 1.751 | 1.777 | 1.830 | 1.955 | 1.971 | 1.891 | 1.946 |

## Партнерски градови
- Mijek